# رزان (چالوس)
رزان، روستایی است از توابع بخش مرزن‌آباد شهرستان چالوس در استان مازندران ایران.

## جمعیت
این روستا در دهستان کوهستان (چالوس) قرار دارد و براساس سرشماری مرکز آمار ایران در سال ۱۳۸۵، جمعیت آن ۶۳ نفر (۱۳خانوار) بوده‌است. مردم رزان از قومیت طبری هستند. مردم رزان به زبان طبری با گویش چالوسی سخن می‌گویند.